# Laurent Dufaux
Laurent Dufaux (ur. 20 maja 1969 w Montreux), szwajcarski kolarz szosowy. Olimpijczyk z Sydney. 

## Początki kariery
Laurent Dufaux swoje pierwsze kroki w zawodowym peletonie stawiał w rodzimej ekipie Helvetia. Dowodził nią jego rodak, słynny dyrektor sportowy Paul Koechli - w latach 1984-86 szef słynnej grupy La Vie Claire, który to w owym czasie poprowadził najpierw Francuza Bernarda Hinault, a rok później Amerykanina Grega Lemonda do zwycięstw w Tour de France. Liderami Helvetii byli zaś rodak Dufaux'a tj. również francuskojęzyczny Szwajcar Pascal Richard (późniejszy mistrz olimpijski z Atlanty) oraz Francuz Gilles Delion (zwycięzca Giro di Lombardia 1990). Razem z Dufaux na samym początku swej zawodowej drogi byli zaś dwaj inni liczący się Szwajcarzy: Fabian Jeker i Beat Zberg. W tym to towarzystwie Laurent Dufaux już w pierwszym roku swych startów sięgnął po tytuł mistrza Szwajcarii finiszując czwarty w mistrzowskim wyścigu rozgrywanym jeszcze wówczas łącznie dla kolarzy z Niemiec i Szwajcarii. Natomiast dwa tygodnie wcześniej triumfował w 6-etapowym wyścigu we francuskich Pirenejach Route du Sud. Kolejny sezon był dla niego mniej udany, ale na koncie sukcesów zdołał zapisać triumf w belgijskiej jednodniówce GP Pino Cerami. Pierwsze podejścia do wygranej w swym narodowym tourze, którym dla frankońskiego Dufaux był majowy wyścig Tour de Romandie skończyły się zajęciem odpowiednio piątego i szóstego miejsca, zaś swój debiut w "Wielkiej Pętli" (w 1992 roku) zaznaczył drugim miejscem na maratońskim odcinku dwunastym prowadzącym przez Wogezy do Miluzy.

## Przejście do ONCE
Z końcem 1992 roku drużyna Helvetia przestała istnieć, w wyniku czego jej dotychczasowi członkowie musieli sobie poszukać nowych grup. Niemniej dzięki wyżej wymienionym sukcesom Dufaux nie miał szczególnych problemów ze znalezieniem sobie kolejnego pracodawcy, którym stał się hiszpański zespół ONCE dowodzony przez kontrowersyjnego Manolo Saiza. Pod twardą ręką tego dyrektora sportowego Dufaux miał sporo swobody w mniejszych wyścigach etapowych. Jednak w wyścigach wieloetapowych jego zadaniem była praca na rzecz swego niemieckojęzycznego rodaka Aleksa Zülle czy też nie do końca spełnionej nadziei Holendrów Erika Breukinka. Jeżdżąc w ekipie hiszpańskiej Dufaux nie zaniedbywał lokalnych wyścigów etapowych (ważnych dla miejscowych sponsorów) czego świadectwem były: drugie i trzecie miejsca w Setmana Catalana (1992-93) oraz trzecie w Vuelta a Burgos (1992). Czas spędzony w ONCE zaowocował jednak przede wszystkim dwoma generalnymi zwycięstwami we francuskiej etapówce Critérium du Dauphiné Libéré. Sukcesy w tym bodaj najtrudniejszym obok Tour de Suisse mniejszym wyścigu etapowym były potwierdzeniem talentu Szwajcara i podstawą do przypuszczeń, iż w niedługiej przyszłości stanie on również na podium największych wyścigów etapowych.

## Ściganie dlaFestiny
Z Hiszpanii Dufaux przeniósł się do Francji, gdzie w drużynie Festina spędził kolejne cztery lata. U nowego szefa Bruno Roussela stał się żelaznym członkiem składu szykowanego co rok na występ w Tour de France. W praktyce Szwajcar wyrósł na najwartościowszego pomocnika "bożyszcza" francuskich kibiców Richarda Virenque'a i zarazem wicelidera całej ekipy. W 1995 roku wygrał ponownie czerwcowy Route du Sud, zaś okazał się najlepszy w "generalce" Vuelta a Burgos po drodze wygrywając najtrudniejszy górski etap z metą pod Laguna Negra de Neilla oraz kończącą wyścig niespełna 10-kilometrową czasówkę. Sezon 1996 rozpoczął "złotą erę" w karierze szwajcarskiego górala. Wtedy to Dufaux zajął najpierw czwarte miejsce w klasyfikacji generalnej Touru przegrywając tylko z kolarzami niemieckiego Telekomu: Duńczykiem Bjarne Riisem i Niemcem Janem Ullrichem oraz swym kompanem Richardem Virenquiem, którego skutecznie asekurował w drodze po trzecią w karierze Francuza koszulkę najlepszego górala TdF. Wysokie miejsce w całym wyścigu zdołał jeszcze potwierdzić zwycięstwem na etapie siedemnastym (260-kilometrowym przez Pireneje) do hiszpańskiej Pampeluny. Dwa miesiące później Dufaux stanął zaś u boku swych dwóch rodaków: Aleksa Zülle i Tony Romingera na generalnym podium Vuelta a España w Madrycie. Kolarz Festiny zajął w wyścigu Dookoła Hiszpanii drugą lokatę przy okazji wygrywając górzysty etap dziewiętnasty z tradycyjną metą w Avili.

## Szczyt formy i afera dopingowa
Sezon 1997 był dla niego równie dobry. Co prawda w Tour de France zajął "tylko" dziewiąte miejsce, zaś na podium Vuelta a España spadł o jeden stopień w stosunku do roku poprzedniego tj. na trzecią pozycję. Niemniej w tej drugiej imprezie po raz pierwszy i ostatni w swej karierze przywdział koszulkę lidera hiszpańskiego "touru". Stało się to po etapie siódmym do stacji narciarskiej Sierra Nevada gdzie Szwajcar odebrał złoty trykot Francuzowi Laurentowi Jalabertowi, lecz już dwa dni później po czasówce wokół Kordoby stracił ją na rzecz innego kolarza ONCE tj. Aleksa Zülle. Zülle utrzymał to prowadzenie już do końca wyścigu, zaś Dufaux przegrał jeszcze rywalizację z Hiszpanem Fernando Escartinem. Jednak dzięki kilku innym znaczącym wynikom takim jak drugie miejsce w etapówce Paryż-Nicea czy szósta lokata w mistrzostwach świata rozegranych w baskijskim San Sebastián (gdzie wygrał jego kolega z Festiny i imiennik Francuz Laurent Brochard) Dufaux zajął najwyższe w karierze - siedemnaste - miejsce w rocznym rankingu indywidualnym UCI. Rok później Festina jak i sam bohater tego artykułu zdawali się być u szczytu swych możliwości. Sam Dufaux wręcz szalał w maju 1998 roku. Najpierw w cuglach zwyciężył w rodzimym Tour de Romandie po drodze wygrywając prolog, pagórkowaty etap pierwszy oraz królewski odcinek trzeci do Veysonnaz. Dwa tygodnie później triumfował też w generalce i na etapie francuskiej etapówki GP Midi Libre. Jednak Tour de France okazał się dla Festiny wielką katastrofą po tym jak tuż przed "Wielką Pętlą" masażysta drużyny Willy Voet został złapany na granicy francusko-belgijskiej z samochodem pełnym środków dopingowych. Prowadzone śledztwo doprowadziło do wykrycia w tej drużynie zorganizowanego dopingu, kolarze tej grupy zostali wykluczeni z TdF przed startem do siódmego etapu, zaś Dufaux znalazł się ostatecznie wśród członków tego zespołu zdyskwalifikowanych do maja 1999 roku.

## Ostatnie lata kariery
Po ośmiu latach spędzonych w ekipach: szwajcarskiej, hiszpańskiej i francuskiej Dufaux odnalazł się we Włoszech gdzie przyszło mu jeździć przez kolejnych pięć lat w drużynach: Saeco (1999-2001) i Alessio (2002-03). W sezonie 1999 zajął czwarte miejsca w: Tour de Suisse i przede wszystkim (już po raz drugi) Tour de France, gdzie zdołał uniknąć wielkiej kraksy z etapu drugiego na Passage du Gois. Rok później zajął trzecie miejsce w Tour de Romandie, lecz największą radość swym rodakom sprawił zwycięstwem w rodzimym klasyku Meisterschaft von Zurich (Mistrzostwach Zurychu) - pierwszym dla Szwajcarów od 1981 roku. Po znacznie słabszym sezonie 2001 zmienił barwy klubowe na Alessio. Rok 2002 to kolejne czwarte miejsce w Tour de Suisse oraz kilka udanych występów w sierpniowo-wrześniowych włoskich jednodniówkach, w tym zwycięstwo w Trofeo Melinda (wyścig w Dolinie Jabłek) gdzie Dufaux na finiszu w bezpośredniej walce ograł miejscowych asów: Francesco Casagrande i Davide Rebellina. Przed rokiem stać go było jeszcze na drugie miejsce w ulubionym Tour de Romandie, a także był bliski etapowego sukcesu w Tour de France na pirenejskim etapie czternastym do Loudenville, gdzie jednak nieco szybszy od niego okazał się Włoch Gilberto Simoni. Ostatni sezon swej profesjonalnej kariery Dufaux spędził w belgijskiej drużynie Quick Step u boku swego przyjaciela z czasów Festiny czyli Virenque'a. Niemniej w przeciwieństwie do Francuza on sam niczym szczególnym nie potrafił się już w 2004 roku wyróżnić i tym łatwiej przyszło mu podjąć decyzję o zakończeniu ścigania.